# Zunfthaus zur Meisen
Le Zunfthaus zur Meisen est un bâtiment situé dans la vieille ville de Zurich, en Suisse.

## Histoire
Le bâtiment a été construit en 1757 sous la forme d'un palais rococo sur la demande de la guilde Zunft zur Meisen. Il se situe sur la rive gauche de la Limmat, non loin de la cathédrale de Fraumünster. La guilde possédait, depuis le Moyen Âge, un bâtiment à la rue du Marché qui était devenu trop étroit. Elle mandata alors l'architecte David Morf (1700–1773) pour construire ce nouveau siège. Lors de la construction, un soin particulier a été apporté aux décorations intérieures : les peintures du plafond et des murs sont l'œuvre de Johann Balthasar Bullinger et le plafond en stuc a été réalisé par le maître tyrolien Johann Schuler. La façade, quant à elle, a été conçue en 1755 par le sculpteur Franz Ludwig Wind.
C'est sur le toit de ce bâtiment que fut installé le premier observatoire astronomique de la ville. C'est également là que, en 1759, la position exacte de la ville sur le globe fut déterminée en utilisant des calculs de culmination.
Plus tard, au XIXe siècle Gottfried Keller et Ferdinand Hodler furent des clients réguliers du « Café zur Meisen », qui devait accueillir, au siècle suivant, de nombreuses célébrités parmi lesquelles Gustave de Suède, Winston Churchill, Élisabeth II ou Jimmy Carter.
De nos jours, le bâtiment, inscrit comme bien culturel d'importance nationale, accueille encore un restaurant de luxe. Il est également l'un des sept site du musée national suisse et abrite sa collection de porcelaines et de faïences : l'exposition permanente présente différentes pièces suisses du XVIIIe siècle, alors que différentes expositions temporaires détaillent différents aspects techniques, culturels ou historiques du domaine.

## Source
- (de) Cet article est partiellement ou en totalité issu de l’article de Wikipédia en allemand intitulé « Zunfthaus zur Meisen » (voir la liste des auteurs).